# Daniel Díaz Fernández
Daniel Díaz Fernández, més conegut com a Dani Díaz (Oviedo, 3 d'agost de 1973) és un exfutbolista asturià que jugava de davanter.
Es va formar a les files de l'Sporting de Gijón, amb qui va jugar cinc partits en Primera entre el 92 i el 95. Després, va continuar la seua carrera a la lliga portuguesa en equips com el GD Chaves o el Marítimo.
Va ser internacional sub-21 per la selecció espanyola de futbol.